# شهرستان گوانگهه
شهرستان گوانگهه (به لاتین: Guanghe County) یک منطقهٔ مسکونی در چین است که در ولایت خودمختار لینشیا هوئی واقع شده‌است.